# محمدیار چشتی
محمدیار چشتی (به انگلیسی: Muhammad Yar Chishti) یک روستا در پاکستان است که در پنجاب واقع شده‌است. محمدیار چشتی ۱ کیلومتر مربع مساحت و ۲۵۰ نفر جمعیت دارد.